# Улица Бориса Ельцина
У́лица Бори́са Е́льцина (на плане 1810 года обозначена как Одина́рная, на плане 1845 года — Фети́совская, с 1919 по 2008 годы — у́лица 9 Января́) — улица в Екатеринбурге.

## История
Улица исторически сложилась в 1740-е годы как одна из улиц Ссыльной слободы, развившейся за Зелейными воротами Екатеринбургской крепости. Направление улицы повторяло контур правого берега пруда.
К 1845 году Фетисовская улица представляла собой вполне сформировавшуюся улицу, состоявшую из двух длинных кварталов. Улица начиналась от Метлинской улицы (начало современной улицы 8 Марта) и подходила к улице Северной.
В 1919 году улица была переименована и получила название в память событий 9 января 1905 года в Санкт-Петербурге.
8 апреля 2008 года улице было дано новое название в честь первого президента России Б. Н. Ельцина.
1 февраля 2011 года на улице перед бизнес-центром Демидов-Плаза был открыт памятник Борису Ельцину.

## Транспорт
Остановки "Улица Б. Ельцина", "Драмтеатр":
Автобус: 45, 67.
Метро: в 500 метрах есть станция метро "Площадь 1905 года".